# 대구교육팔공산수련원
대구교육팔공산수련원(大邱敎育八公山修鍊院, Daegu Educational Palgongsan Training Center)은 대구광역시의 학생들이 산을 이용한 수련 활동과 위기학생의 치유와 회복을 위한 각종 교육활동을 위하여 대구광역시교육청 산하에 설치된 직속기관이다.
```
원장은 교육연구관으로 보인다.
```

## 연혁
- 2014년 9월 1일: 설치

## 조직
원장
- 운영부
- 총무부